# Sebauk
Sebauk is een bestuurslaag in het regentschap Bengkalis van de provincie Riau, Indonesië. Sebauk telt 2145 inwoners (volkstelling 2010).